# 8262 Carcich
8262 Carcich è un asteroide della fascia principale. Scoperto nel 1985, presenta un'orbita caratterizzata da un semiasse maggiore pari a 2,4197591 UA e da un'eccentricità di 0,2087620, inclinata di 0,99313° rispetto all'eclittica.